# Колен, Дэн
Дэн Колен (англ. Dan Colen; 1979, Нью-Джерси, США, живёт и работает в Нью-Йорке) — современный американский художник, известен расписанными скульптурами, живописью в духе граффити, инсталляциями.

## Образование
- 2001 Rhode Island School of Art and Design.

## Творчество
Дэн Колен черпает образы из массмедиа и субкультуры. В работе «Без названия»(Vete Al Diablo) валун с граффити выглядит как настоящий камень с пригородного пустыря, который стал объектом вандализма, хотя на самом деле объект выполнен из папье-маше. Мощный как монумент, он мгновенно отсылает к подростковым ритуалам, источая ауру вырожденного тотема.
Ссылаясь на Эда Руша как источник влияния, Колен часто использует текст в своем творчестве. Текстовая живопись Колена, как, например, «Rama Lama Ding Dong», представляет собой быстро нанесенные слова аэрозолем на листе фанеры. Цитируя песенную лирику, случайные мысли, абсурдные слоганы, художник создает своеобразную форму городской поэзии. Работы сохраняют напряжение между непосредственностью выражения и совершенством поверхности.
Серия натюрмортов Колена выглядят на первый взгляд как дань традиции жанру натюрморта 17 столетия, хотя на самом деле скопированы из диснеевского «Пиноккио» (1940).

## Персональные выставки
- 2008 — I live there…, Галерея Гагосяна, Лондон
- 2006 — Secrets and Cymbals, Smoke and Scissors (My Friend Dash’s Wall in the Future), Deitch Projects, Нью-Йорк
- 2006 — Peres Projects, Лос-Анджелес
- 2003 — Seven Days Always Seemed Like A Bit Of An Exaggeration, Rivington Arms, Нью-Йорк